# Gleagle Panda
Gleagle Panda (Geely Panda/Geely LC) — серия легковых автомобилей, выпускаемых китайской компанией Geely Automobile с ноября 2008 по 2016 год.

## История
Серийно автомобиль Gleagle Panda производится с ноября 2008 года. В 2010 году краш-тест автомобиля был оценён на 5 звёзд. Всего было продано 500 экземпляров, по состоянию на 22 декабря 2010 года.
Название Panda автомобиль получил в честь животного Панда. Внешне автомобиль напоминает японскую модель Toyota Aygo.
Также автомобиль продавался в Брунее, Индонезии (Geely Panda), Новой Зеландии (Geely LC), Шри-Ланке, Египте (Geely Pandino LC), на Тайване (Tobe M’Car), в Кубе (Geely Panda) и Аргентине.

## Галерея

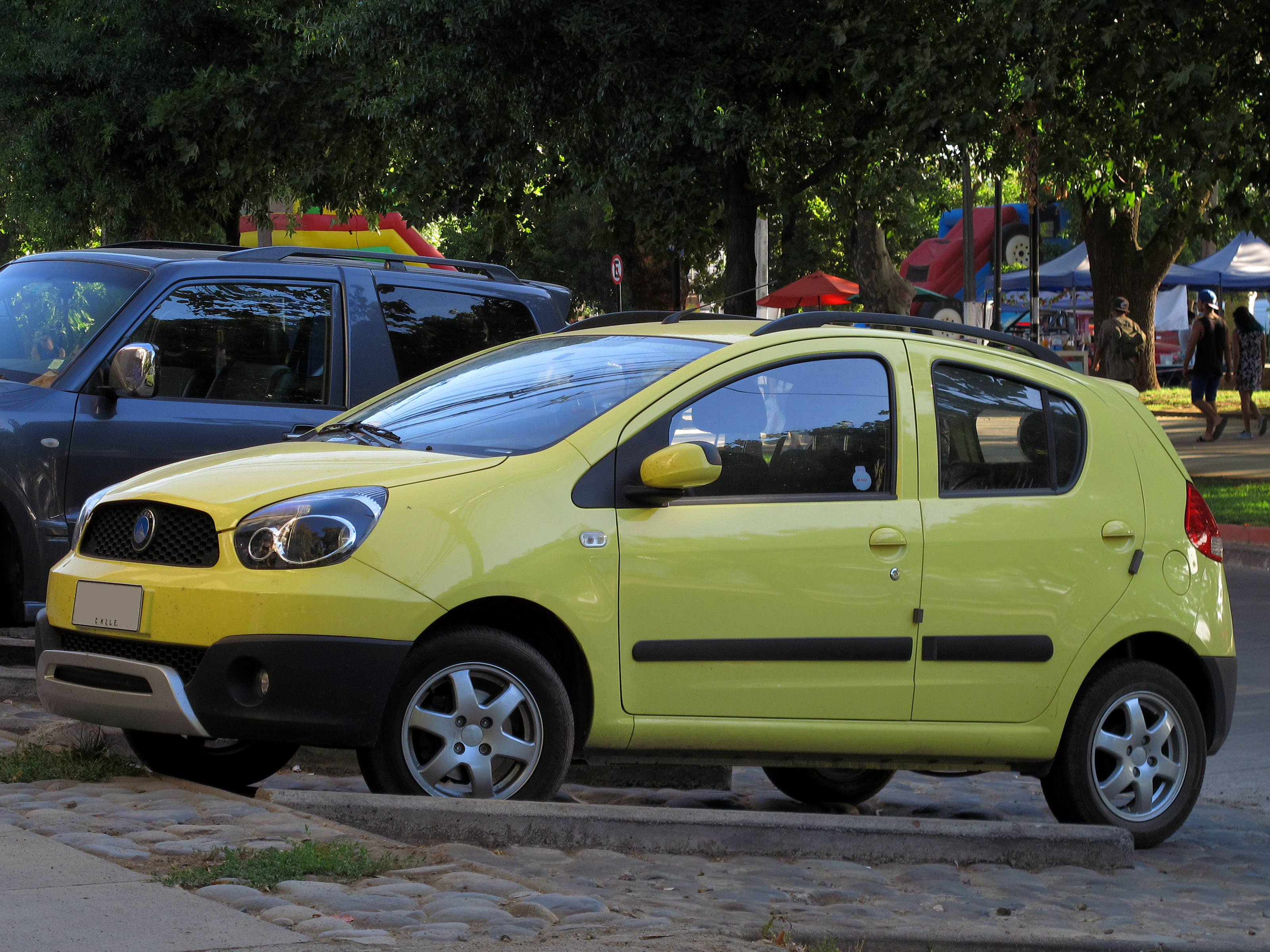
Geely LC-Cross
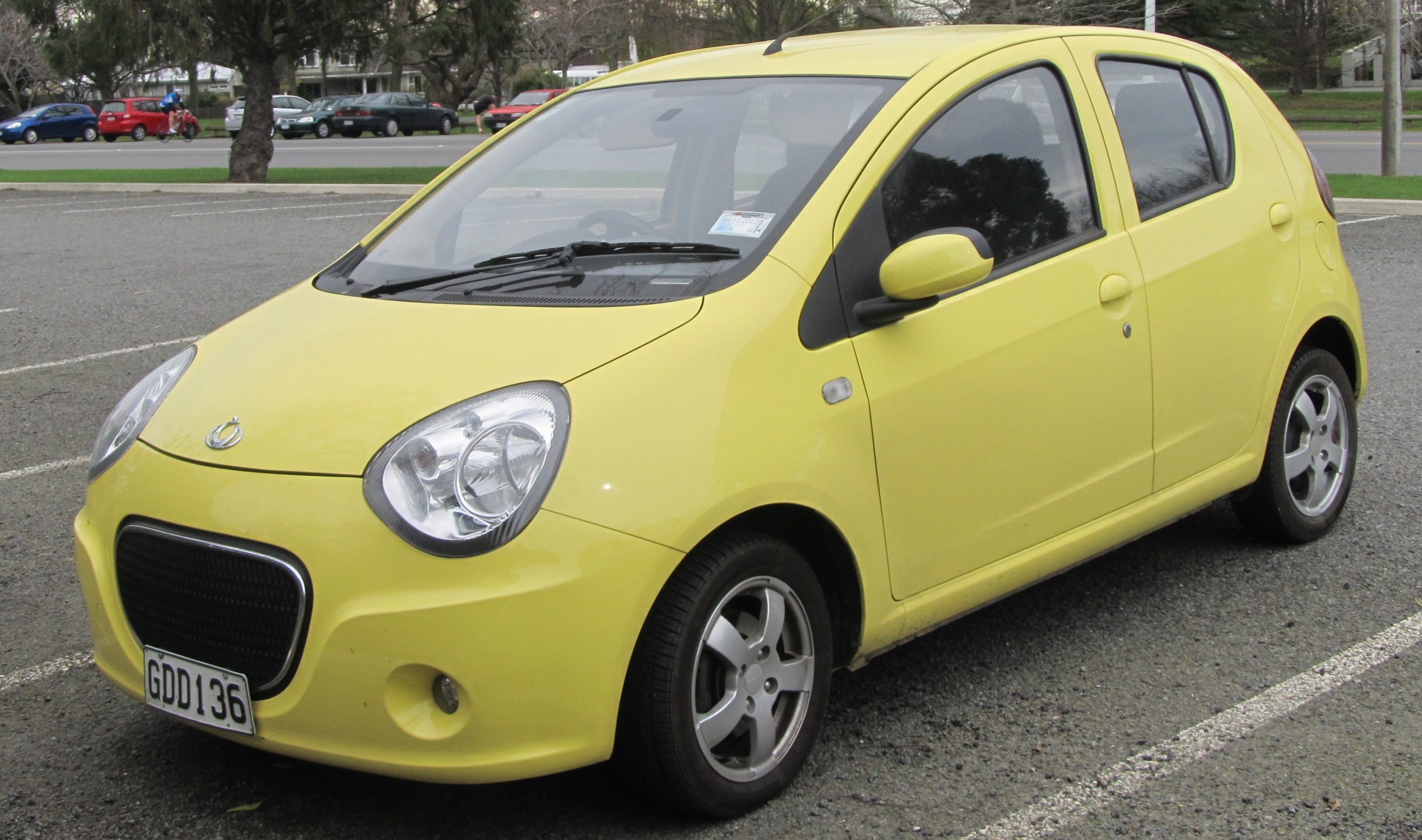
Geely LC (Новая Зеландия)
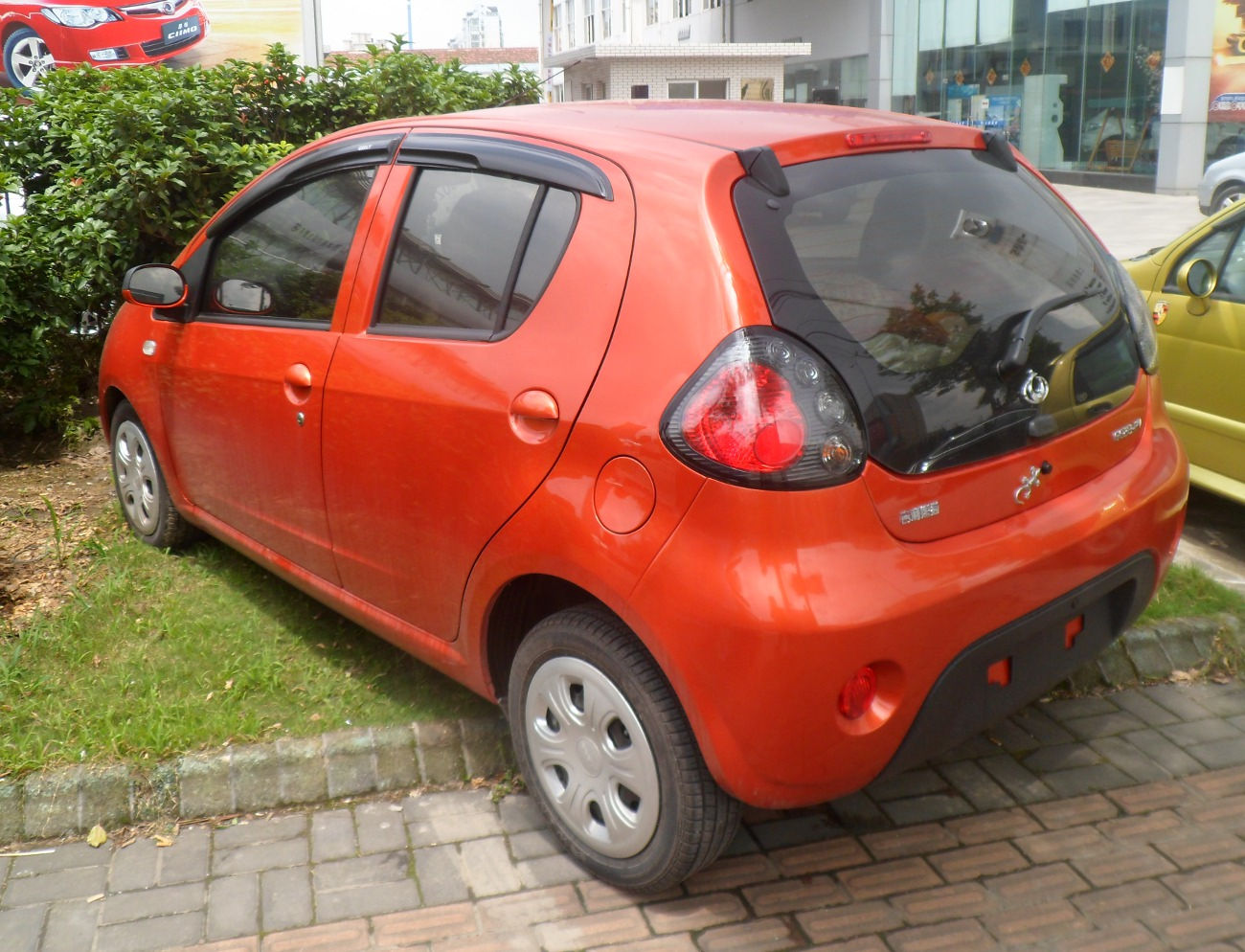
Gleagle Panda
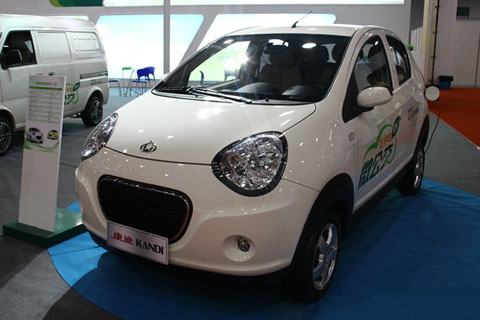
Электромобиль Geely-Kandi Panda EV